# 水蜘蛛紋紋
《水蜘蛛紋紋》（日语：水グモもんもん）是吉卜力工作室在2006年1月起於吉卜力美術館公開的動畫短片。

## 劇情簡介
在水中一隻名叫紋紋的水蜘蛛突然愛上站在水面上的水黽姑娘。
起初水黽姑娘雖然對紋紋突然在她面前的出現感到不適，但之後了解到紋紋的心意而接受了他。

## 作品概要
在宮崎駿完成《水蜘蛛紋紋》前，就曾於製作《魔法公主》期間計畫創作一篇以小蟲子為角色的動畫。當時作品打算命名為《小毛蟲波蘿》，但事後遭到腰斬。之後宮崎駿在搭建吉卜力工作室時、便靈機想到製作一片關於水中小蟲子的動畫。
片中的音樂由演奏九弦樂器哈丹格爾小提琴的女性樂手山瀨理櫻擔任，宮崎駿因喜愛山瀨理櫻先前於2004年發表的專輯《金色極光》、而邀請山瀨理櫻為《水蜘蛛紋紋》擔任片中配樂。而動畫裡水黽姑娘的配音由曾製作《隔壁的山田君》背景音樂的女歌手矢野顯子擔任。

## 製作人員
- 導演‧原作‧劇本：宮崎駿
- 演出動畫師：田中敦子
- 製作人：鈴木敏夫
- 美術監督：渡邊洋一
- 原畫：山下明彦、米林宏昌、芳尾英明、鈴木麻紀子、佐藤雅子、大塚伸治、二木真希子
- 色彩設計：保田道世
- 數位作畫監督：片塰滿則
- 攝影監督：奧井敦
- 音樂：山瀨理櫻
- 演奏：山瀨裡櫻、城綾乃
- 剪輯：瀨山武司、松原理惠

## 配音人員
- 水黽姑娘：矢野顯子

## 外部連結
- 吉卜力美術館的《水蜘蛛紋紋》介紹，存於網際網路檔案館（日語）